# (7256) Bonhoeffer
Pour les articles homonymes, voir Bonhoeffer (homonymie).
(7256) Bonhoeffer est un astéroïde de la ceinture principale.

## Description
(7256) Bonhoeffer est un astéroïde de la ceinture principale. Il fut découvert le 11 novembre 1993 à Tautenburg par Freimut Börngen. Il présente une orbite caractérisée par un demi-grand axe de 2,49 UA, une excentricité de 0,12 et une inclinaison de 4,1° par rapport à l'écliptique.

## Compléments